# Saint-Vincent-du-Lorouër
Saint-Vincent-du-Lorouër är en kommun i departementet Sarthe i regionen Pays de la Loire i nordvästra Frankrike. Kommunen ligger i kantonen Le Grand-Lucé som tillhör arrondissementet La Flèche. År 2022 hade Saint-Vincent-du-Lorouër 822 invånare.

## Befolkningsutveckling
Antalet invånare i kommunen Saint-Vincent-du-Lorouër
| Referens: INSEE |